# Network File System
Network File System (NFS) mrežni je protokol za pohranu podataka na razini datoteka (za razliku od pohrane na razini bloka koju koriste sustav SAN) povezan s računalnom mrežom koji omogućuje pristup podacima heterogenoj skupini klijenata. NFS  prema načinu djelovanja radi kao sustav NAS. 
NFS je protokol distribuiranog datotečnog sustava koji je izvorno razvila tvrtka Sun Microsystems (Sun) 1984. godine, omogućavajući korisniku na klijentskom računalu pristup datotekama preko računalne mreže slično kao što se pristupa sustavu za lokalnu pohranu podataka (lokalnom datotečnom sustavu). NFS, kao i mnogi drugi protokoli, temelji se na sustavu Open Network Computing Remote Procedure Call (ONC RPC). 
NFS je otvoreni IETF standard definiran u zahtjevu za komentare (RFC), koji svakome omogućuje implementaciju ovog protokola.
Postoji više njegovih inačica i ekstenzija:
- NVSv2[3] – definiran u: RFC 1094
- NVSv3 – definiran u: RFC 1813
- NVSv4[4] – definiran u: RFC 3010, RFC 3530, RFC 7530
  - NVSv.4.1 – definiran u: RFC 5661, RFC 8881
  - NVSv.4.2[5] – definiran u: RFC 7862